# زباستیان برانت
زباستیان برانت (آلمانی: Sebastian Brant؛ ۱۴۵۷ – ۱۰ مهٔ ۱۵۲۱) یک طنزپرداز اهل آلمان بود.